# Пунта-Кана (аэропорт)
Международный аэропорт Пунта-Кана (исп. Aeropuerto Internacional de Punta Cana), (ИАТА: PUJ, ИКАО: MDPC) — частный коммерческий аэропорт города Пунта-Кана, расположенный на востоке Доминиканской Республики. Аэропорт, построенный в 1984 году компанией Grupo Punta Cana специально для развития курорта Puntacana Resort and Club, стал первым в мире частным международным аэропортом. Церемония открытия состоялась 17 декабря 1983 года.
Принимает регулярные и чартерные рейсы и является самым загруженным аэропортом страны; по объёму обслуживаемых пассажирских перевозок занимает третье место среди стран Карибского бассейна — к примеру, в 2009 году было обслужено чуть менее четырёх миллионов пассажиров. Комплекс выполнен в традиционном стиле Доминиканы, с пассажирскими терминалами под декоративными крышами, окружёнными со всех сторон пальмовыми насаждениями.

## История
Первый международный рейс был принят из Сан-Хуана, столицы Пуэрто-Рико.

## Планы по модернизации
В связи с ежегодным увеличением пассажирооборота собственник и эксплуатант аэропорта, компания Grupo Punta Cana, занимается разработкой глобального плана по расширению и реконструкции комплекса. В проект закладываются строительство взлётно-посадочной полосы и ещё одной рулёжной дорожки, расширение существующих рулёжных дорожек, возведение новой диспетчерской вышки, введение в эксплуатацию курсо-глиссадной системы (ILS), а также существенное расширения здания терминала международных перевозок.

### Новая взлётно-посадочная полоса
Вследствие постоянного увеличения объёмов пассажирского трафика и количества рейсов через аэропорт, руководство Международного аэропорта Пунта Кана в конце лета 2009 года начало работы по проектированию и строительству второй взлётно-посадочной полосы, способной принимать все типы пассажирских самолётов, включая Airbus A380.

### Предварительный таможенный контроль
В конце лета 2009 года аэропорт Пунта Кана ввёл в действие зону предварительного таможенного контроля пассажиров, вылетающих в аэропорты США.
10 января 2024 года таможенной службой была конфискована часть багажа совладельца курорта Пунта-Кана Хулио Иглесиаса — певец, прилетевший с Багамских островов, пытался ввезти в страну 42,16 кг овощей, фруктов и куриного мяса.

## Коммерческая деятельность аэропорта

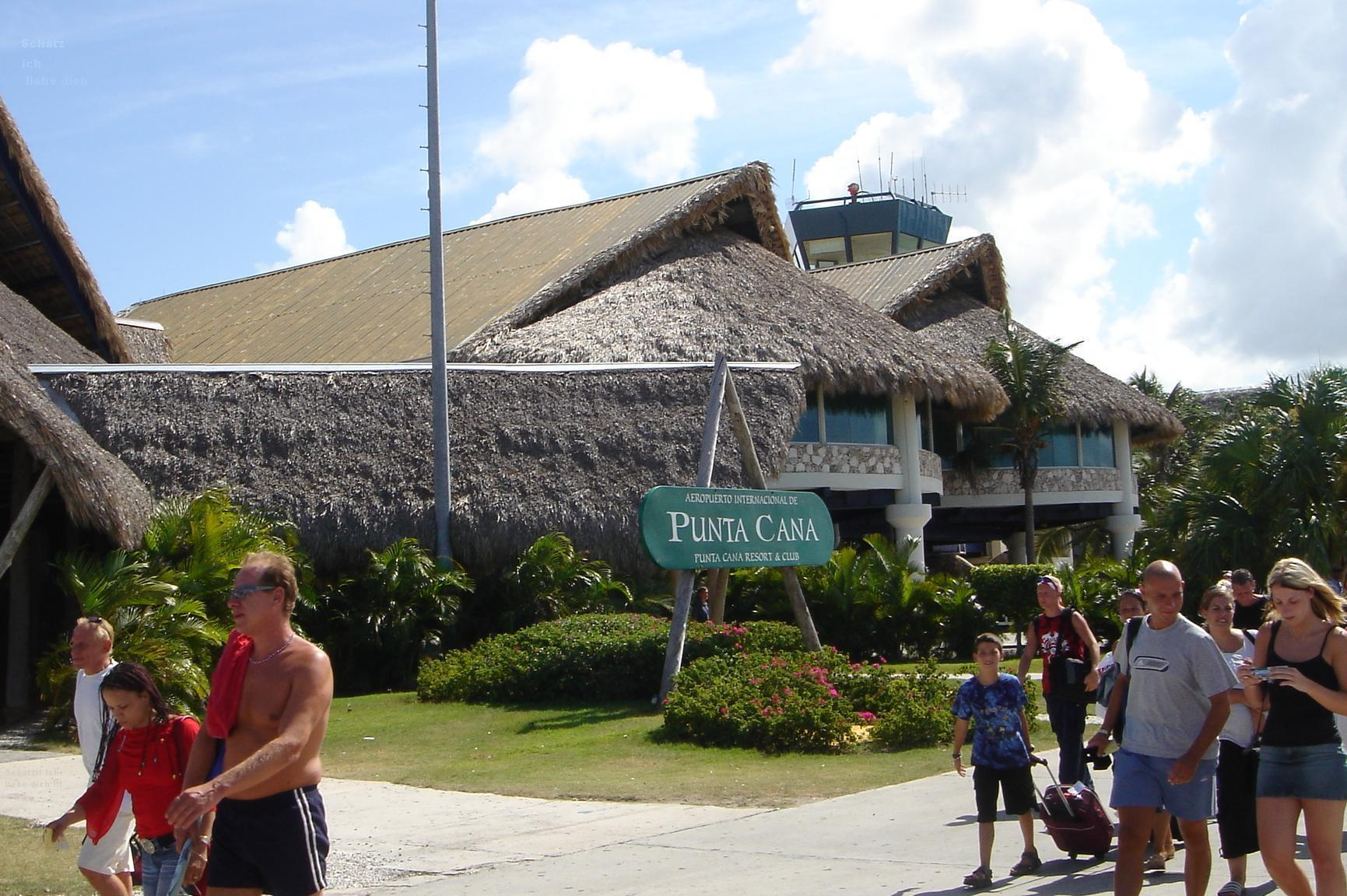
Внешний вид Международного аэропорта Пунта Кана

Пунта Кана является крупнейшим транспортным узлом Доминиканской Республики по числу прибывающих в страну иностранцев. Динамика увеличения объёма пассажирских перевозок аэропорта составляет порядка 20 % в год, весь трафик аэропорта обслуживают два международных терминала с отдельным сектором для VIP-клиентов и терминал для внутренних авиаперевозок.
Регулярное пассажирское авиасообщение с Россией имеют три аэропорта Латинской Америки — Международный аэропорт имени Хосе Марти (Гавана, Куба), Международный аэропорт Канкун (Мексика) и Международный аэропорт Пунта Кана.
По объёму обслуживаемых пассажирских перевозок Международный аэропорт Пунта Кана занимает третье место среди стран Карибского бассейна после Международного аэропорта имени Луиса Муньоса Марина в городе Сан-Хуан (Пуэрто-Рико) и Международного аэропорта Канкун (Мексика).

## Авиакомпании и направления

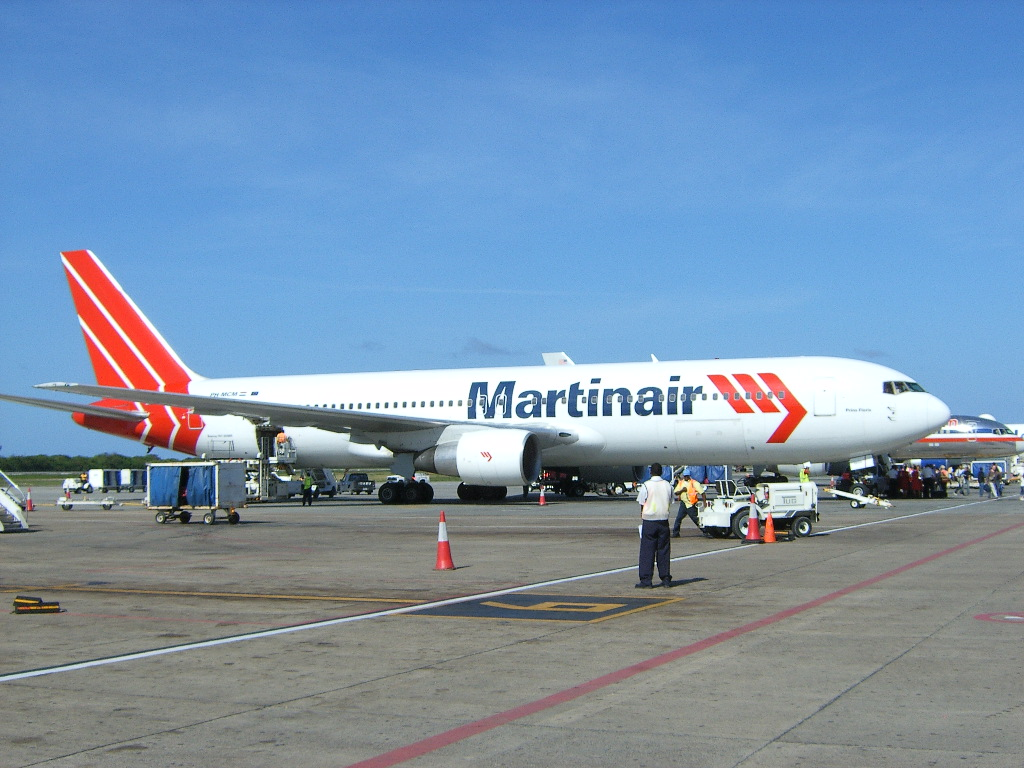
Boeing 767-300ER авиакомпании Martinair в Международном аэропорту Пунта Кана

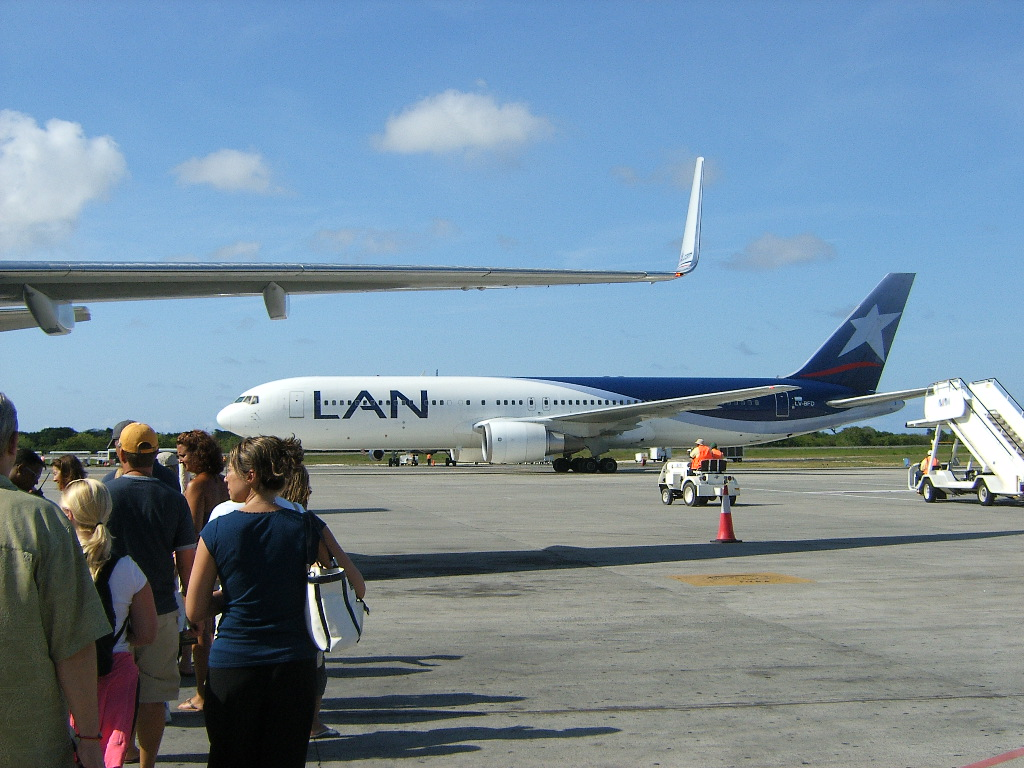
Boeing 767-300ER авиакомпании LAN Airlines в Международном аэропорту Пунта Кана

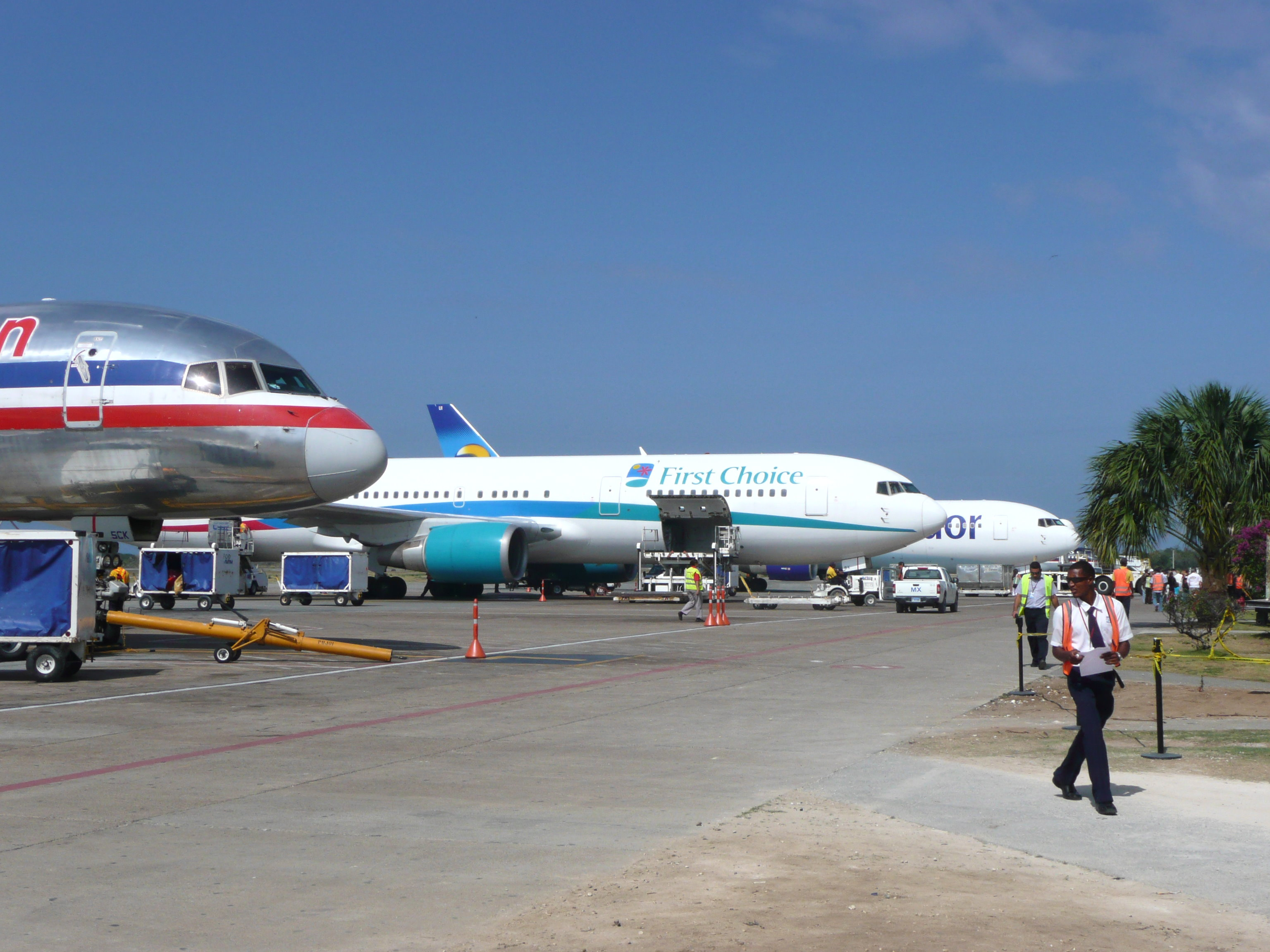
Стоянки самолётов у Терминала 1 Аэропорта Пунта Кана

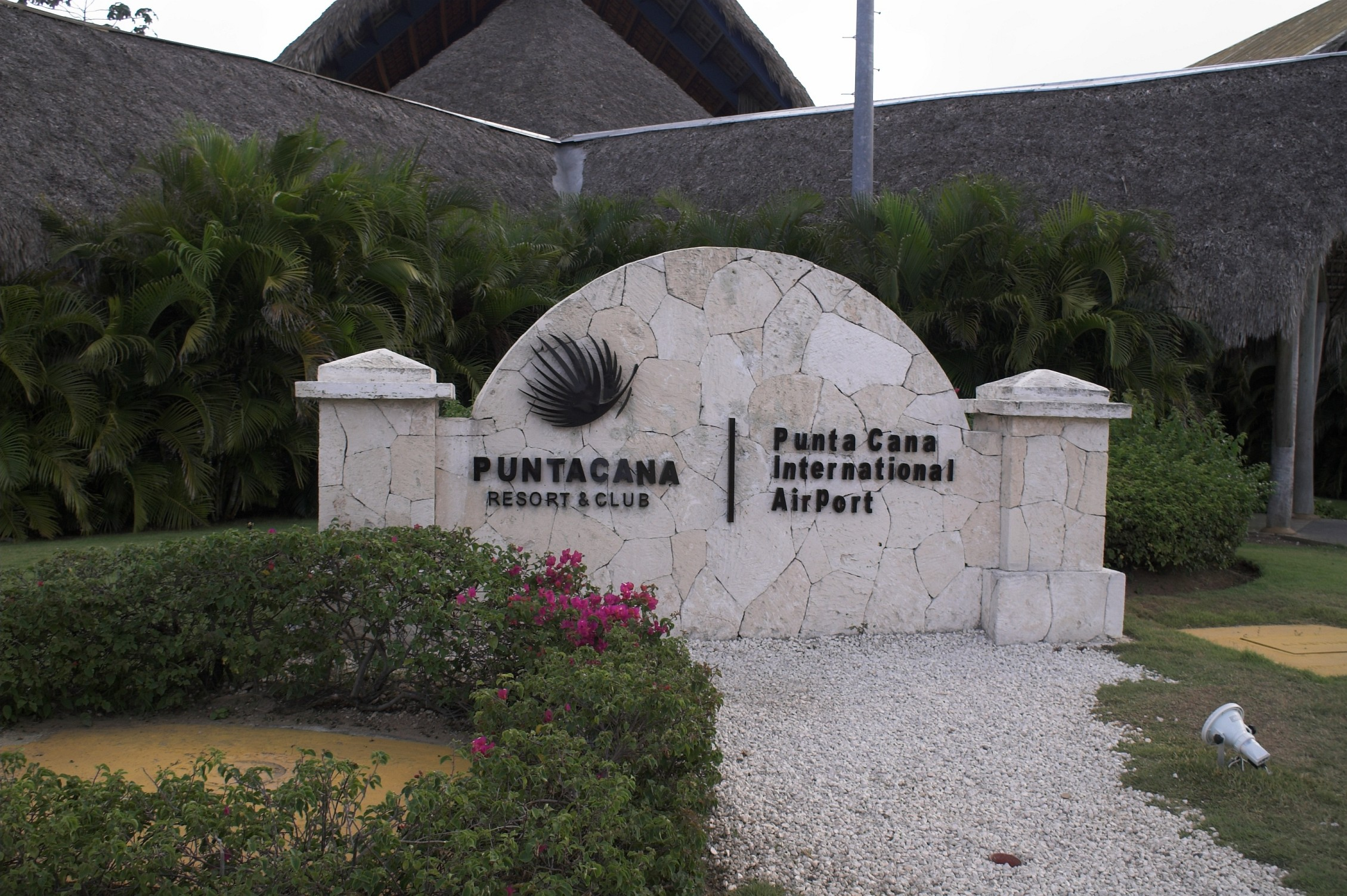
Вид со стороны входа в Главный Терминал аэропорта

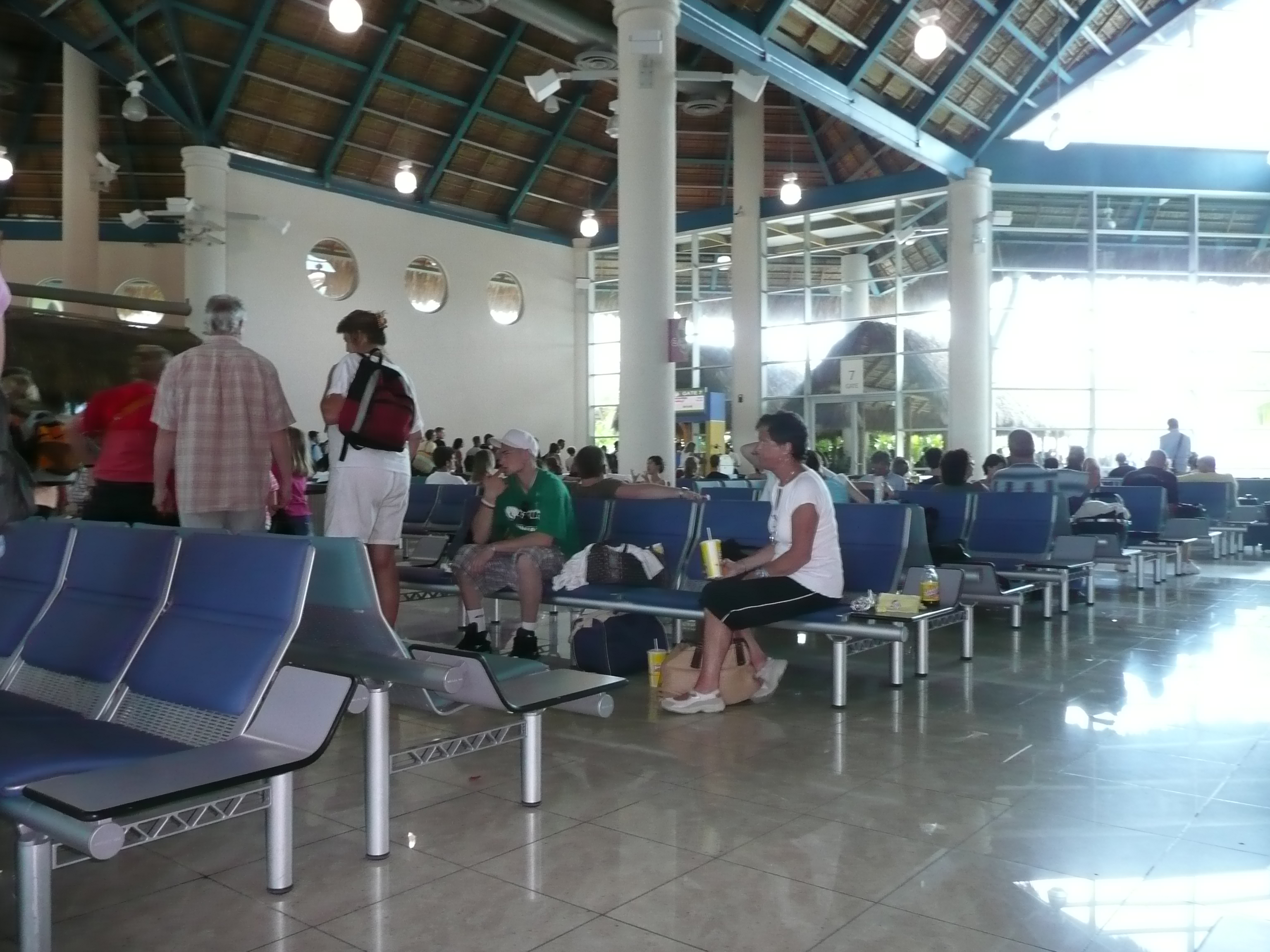
Зал отправления Терминала 2

С октября 2021 года авиакомпания Аэрофлот начала выполнять рейсы из московского аэропорта Шереметьево.

### Терминал 3 (внутренние линии)
Расположенный за международным Терминалом 1, Терминал внутренних авиалиний обслуживает рейсы из Международного аэропорта Пунта Кана в другие аэропорты Доминиканской Республики, а также рейсы частной авиации.